# Limba pular
Limba pular este o limbă fula vorbită ca prima limbă de către poporul fula din Fouta-Djallon, Guineea. Se vorbește și în anumite părți din Guineea-Bissau, Sierra Leone și Senegal. Există un număr mic de vorbitori și în Mali. Limba pular este vorbită de 2,5 milioane de guineeni, aproximativ 28% din populația națională. Acest lucru face ca limba pular să fie cea mai vorbită limbă indigenă din țară. Un număr substanțial de vorbitori ai limbii pular au migrat în alte țări din Africa de Vest, în special în Senegal. 
Limba pular nu trebuie confundată cu Limba pulaar, o altă limbă fula vorbită nativ în Guineea, Senegal, Mauritania și vestul Mali (inclusiv în regiunea Futa Tooro). 
Limba pular este scrisă în scrierea Ajami și în alfabetul latin. 

## Caracteristici lingvistice
Există câteva particularități pentru această versiune a Fula, inclusiv: 
- Utilizarea formei plural în scop de politețe (precum în germană sau în franceză, spre deosebire de alte varietăți ale limbii fula)
- O serie de rădăcini verbale separate în scopuri de politețe (acestea pot exista doar în pular)
- Nu există nicio mutație consonantică inițială de la formele verbale de la singular la plural, așa cum se întâmplă și în alte varietăți ale limbii fula (există însă forme nominale)
- În plus față de pronumele cu o formă lungă standard al limbii fula există forme alternative în limba pular (= hi (eu) + pronume). Tabelul de mai jos rezumă acestea (semnele de întrebare sunt unde informațiile nu sunt complete):

| Persoana / numărul                    | Pronume de formă lungă standard (ca în Pulaar) | Forma corespunzătoare în Pular               |
| ------------------------------------- | ---------------------------------------------- | -------------------------------------------- |
| 1 / singular                          | miɗo                                           | miɗo hilan (formă alternativă non-standard)  |
| a 2-a / singular                      | aɗa                                            | hiɗa                                         |
| a 3-a / singular                      | omo                                            | himo                                         |
| 1 / plural (cu excepția receptorului) | miɗen, amin                                    | meɗen himen (formă alternativă non-standard) |
| 1 / plural (receptor inclus)          | eɗen                                           | hiɗen                                        |
| a 2-a / plural                        | oɗon                                           | hiɗon                                        |
| a 3-a / plural                        | eɓe                                            | hiɓe                                         |

## Scriere
Ca și alte varietăți ale limbii fula, pular era scrisă înainte de colonizare într-o ortografie bazată pe scrierea arabă numită Ajami. Astăzi, Ajami rămâne predominantă în zonele rurale ale Fouta-Djallon, dar pular este scrisă în principal într-o scriere latină, așa-numita ortografie UNESCO. Ortografia latină a limbii pular este practic aceeași cu cea utilizată pentru limbile fula din toată Africa de Vest. 
Până la mijlocul anilor 1980, limba pular în Guineea era scrisă cu alfabetul limbilor din Guineea, care diferea de cel folosit în alte țări. 